# Edwin B. Astwood
Edwin Bennett Astwood (19 décembre 1909 - 17 février 1976) est un physiologiste et endocrinologue américain des Bermudes.

## Biographie
Ses recherches sur le système endocrinien conduisent à des traitements de l'hyperthyroïdie. Il est élu membre de l'Académie américaine des arts et des sciences en 1949. En 1948, il reçoit le prix Cameron de thérapeutique de l'Université d'Édimbourg. Il est décédé d'un cancer le 17 février 1976 à Hamilton, aux Bermudes.